# نیوزمکس
نیوزمکس میدیا (انگلیسی: Newsmax Media) معروف به نیوزمکس، یک سازمان خبری محافظه کار آمریکایی است که توسط کریستوفر رودی تأسیس شده و مقر آن در وست پالم بیچ، فلوریدا، فلوریدا واقع است. این سازمان از وب‌گاه خبری Newsmax.com بهره‌برداری می‌کند، گزارش شکوفایی فرنکلین و مجله نیوزمکس را منتشر می‌کند و شبکه خبری کابلی نیوزمکس تی وی را اداره می‌کند.